# Pararge polsensis
Pararge polsensis är en fjärilsart som beskrevs av Hermann Stauder 1916. Pararge polsensis ingår i släktet Pararge och familjen praktfjärilar. Inga underarter finns listade i Catalogue of Life.